# Theales
Theales is een botanische naam in de rang van orde: de naam is gevormd vanuit de familienaam Theaceae. Een orde onder deze naam wordt regelmatig erkend door systemen voor plantensystematiek, maar niet door het APG-systeem (1998) of het APG II-systeem (2003).
Het Cronquist-systeem (1981) gebruikte deze naam voor een van de negen ordes in de onderklasse Dilleniidae. De samenstelling aldaar was de volgende:
- orde Theales
  - familie Actinidiaceae
  - familie Caryocaraceae
  - familie Clusiaceae
  - familie Dipterocarpaceae
  - familie Elatinaceae
  - familie Hypericaceae
  - familie Marcgraviaceae
  - familie Medusagynaceae
  - familie Ochnaceae
  - familie Oncothecaceae
  - familie Paracryphiaceae
  - familie Pellicieraceae
  - familie Pentaphylacaceae
  - familie Quiinaceae
  - familie Sarcolaenaceae
  - familie Scytopetalaceae
  - familie Sphaerosepalaceae
  - familie Tetrameristaceae
  - familie Theaceae

In APG II worden deze planten merendeels ingevoegd in de niet nauw verwante ordes Ericales en Malpighiales.